# 1569 Evita
Az 1569 Evita (ideiglenes jelöléssel 1948 PA) a Naprendszer kisbolygóövében található aszteroida. Miguel Itzigsohn fedezte fel 1948. augusztus 3-án.